# Manlio Truscia
Manlio Truscia (Enna, 14 dicembre 1950) è un fumettista, illustratore e pittore italiano.

## Biografia
Si trasferì a Firenze dove si mantenne agli studi universitari lavorando come disegnatore e pittore. Esordì nel 1964 come disegnatore realizzando per le Edizioni Audace albi della serie western Tex in collaborazione per un breve periodo con Erio Nicolò. Durante gli anni settanta e ottanta lavorò per l'Editoriale Corno alle serie di genere nero Kriminal e Satanik e, per la Editrice Universo realizzò storia e fumetti per le riviste Intrepido e Il Monello e, per la Edifumetto e la Ediperiodici serie a fumetti per adulti come Lucifera, Sexy Favole, Terror o Storie Blu. Per la Corno partecipò alla realizzazione del settimanale Adamo, per il quale realizzò contemporaneamente quattro diverse serie, ognuna con un proprio stile oltre alla serie Adam ideata con Giancarlo Malagutti. Si dedicò poi all'illustrazione lavorando per la pubblicità e per la Mondadori realizzò le copertine delle collane di narrativa gialla Segretissimo e Il Giallo Mondadori. Nel 2014 pubblica il romanzo grafico Remolìk, il dolore del ban. Negli anni 2010 Realizza alcune copertine della collana Diabolik Nero su Nero.

## Riconoscimenti
- Mostra "Manlio Truscia: copertine e figurine diabolike" a Cervia per la manifestazione IX edizione di Un’Estate Diabolika.[10]